# Bataille du Muthul
Guerre de Jugurtha
Batailles

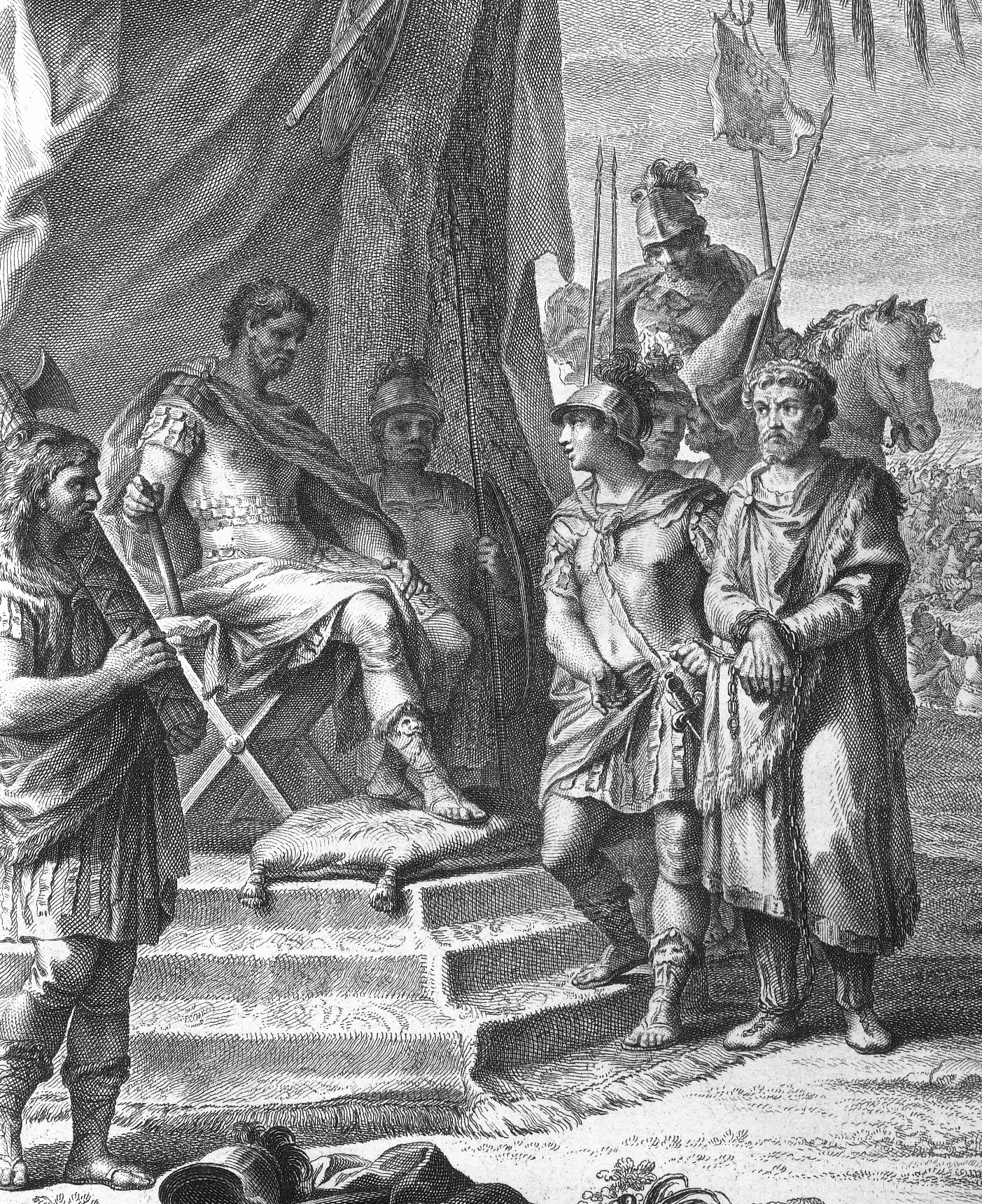
La capture de Jugurtha

La bataille du Muthul  opposa en 108 av. J.-C les légions romaines commandées par Quintus Caecilius Metellus aux troupes numides de Jugurtha, assisté de Bomilcar. La bataille fut indécise, les Romains étant sauvés de la défaite grâce à Caius Marius, et se termina par une retraite stratégique des troupes de Jugurtha. L'historien Romain Publius Rutilius Rufus se distingua pendant la bataille, tandis que le génie militaire de Caius Marius brillait pour la première fois, sauvant le jour pour les Romains.
La rivière Muthul aujourd’hui connue sous le nom Oued Mellag près de la ville de Souk Ahras située à l’est de l’Algérie, a traversé l'ancien royaume d'Adherbal dans la Numidie orientale.  Il a été identifié comme le Wäd Mellag, et dans ce cas Metellus aurait commencé sa campagne au sud-est de la Numidie, dans le but de renforcer ses liens de communication. D'autres vues (Mannert et Forbiger) identifient le Muthul avec la rivière Ubus, avec Metellus commençant sa campagne dans la Numidie occidentale, et retournant plus tard à Zama.

## Bataille
Le but de l'armée de Metellus était d'atteindre l'intérieur de la Numidie. Son armée dut descendre des montagnes et traverser une plaine désertique, il dût progresser  pour atteindre la rivière Muthul pour pouvoir remplir ses réserves en eau. Jugurtha avait déployé une partie de son infanterie et tous ses éléphants de guerre le long du fleuve, sous le commandement de Bomilcar, tandis que toute sa cavalerie et la meilleure partie de son infanterie étaient cachées derrière une crête courte et touffue le long du chemin que l'armée romaine devait suivre.
Descendant du col, Metellus remarqua l'embuscade, mais son armée avait besoin de reconstituer ses réserves d'eau, et ce faisant, devait traverser le désert sans couverture de cavalerie et à la vue de l'ennemi. Il détacha donc une petite force sous le commandement de P. Rutilius Rufus pour installer un camp près de la rivière. La majeure partie de l'armée romaine se dirigea en diagonale vers la force numide sur la crête pour les déloger.
Jugurtha ordonna à son infanterie de couper la retraite des Romains en occupant le col de la montagne tandis que la cavalerie numide chargeait contre les Romains et les dispersait en petits détachements. Les Romains restaient maintenus en petits groupes, incapables d'effectuer un mouvement coordonné. Chaque groupe luttait pour sa propre survie, et la cavalerie numide avait le contrôle du champ de bataille. Bomilcar engagea les troupes de Rufus, l'empêchant ainsi de venir à l'aide de Metellus.
À ce moment, un officier qui était sorti des rangs, Caius Marius, réorganisait quelques détachements et menait une colonne de 2 000 soldats à travers les Numides pour libérer son commandant Metellus. Marius conduisit alors la colonne romaine vers le haut de la colline contre l'infanterie numide, la forçant à reculer, laissant aux Romains le contrôle de la colline. De cette position, Marius conduisit ses hommes contre l'arrière de la cavalerie numide, réunissant les détachements romains séparés en une seule armée.
Dans le même temps, Rufus avait maintenu les forces numides sur la rivière, réussissant à éliminer les éléphants de ses adversaires. Le soir, les deux forces romaines parvinrent à se réunir.
La retraite fut bien organisée par Jugurtha, ses forces subissant ainsi des pertes légères par rapport à celles des Romains. Le résultat de la bataille fut quelque peu indécis.
Les Romains se sortirent de cet affrontement grâce à leurs éclaireurs qui identifièrent l'embuscade initiale et au commandement de Marius.

## Après la bataille
Jugurtha avait utilisé ses troupes avec habileté. Écoutant le récit de la bataille du Muthul et les manœuvres ultérieures de Metellus contre les villes numides, les Romains de retour applaudirent la performance de Metellus :
« Une grande joie se manifesta à Rome quand on reçut l'intelligence du succès de Métellus ; Comment il s'était conduit lui-même et son armée selon l'ancienne discipline; Et était, par sa bravoure, sorti vainqueur, quoique dans une situation délicate [...]. Le sénat, par conséquent, décréta des actions de grâce publiques et des oblations aux dieux immortels pour le succès de leurs armes. La ville, pleine d'inquiétude pour l'événement de la guerre, était maintenant remplie de joie, et rien ne devait être entendu que les louanges de Metellus. "
Metellus et Marius conduisirent deux colonnes contre les villes de Numidie, mais la défaite de Metellus lors de la bataille de Zama obligea les Romains à retourner à Carthage.
Marius revint à Rome où il fut élu consul avec le soutien du peuple et malgré les objections du Sénat. Le Sénat ne lui confiant pas d'armée, il fit appel à des volontaires. Marius conduisit ainsi une réforme de l'armée romaine, continua à conquérir la Numidie et finit par capturer Jugurtha (en 106 avant j.c).
Le sénat, dédaignant Marius, préféra donner le titre de Numidicus à Metellus, et reconnut le lieutenant de Marius, Lucius Cornelius Sulla, comme le conquérant de Numidie. Cependant, Marius conservait le soutien du peuple de Rome, et devint consul six fois de plus dans les années suivantes.